# Hôtel Patarin
L'Hôtel Patarin est un hôtel particulier de la ville de Dijon situé dans son secteur sauvegardé.
Sa porte sur rue est inscrite aux monuments historiques depuis 1972.

## Galerie

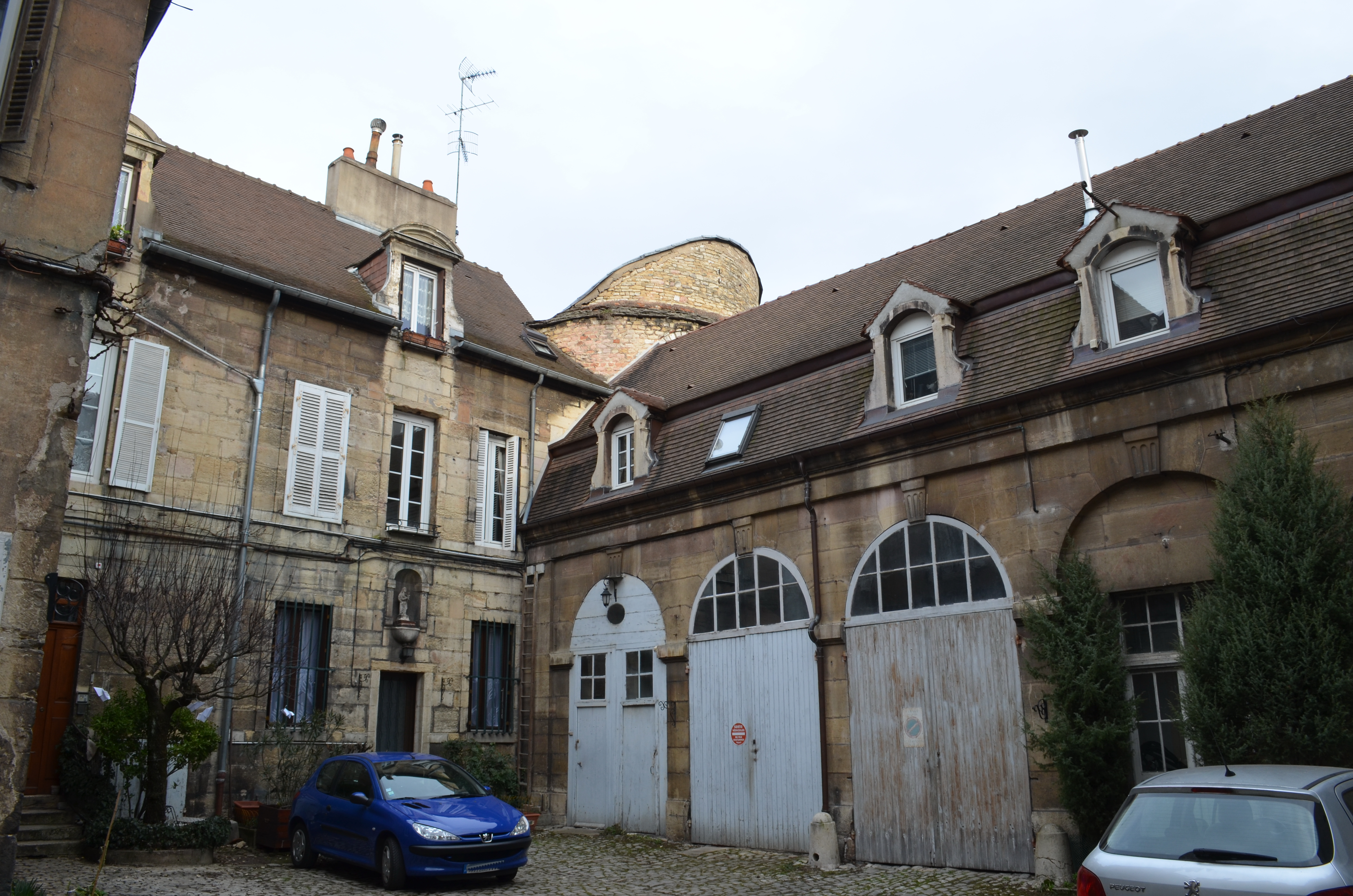
Cour de l'hôtel
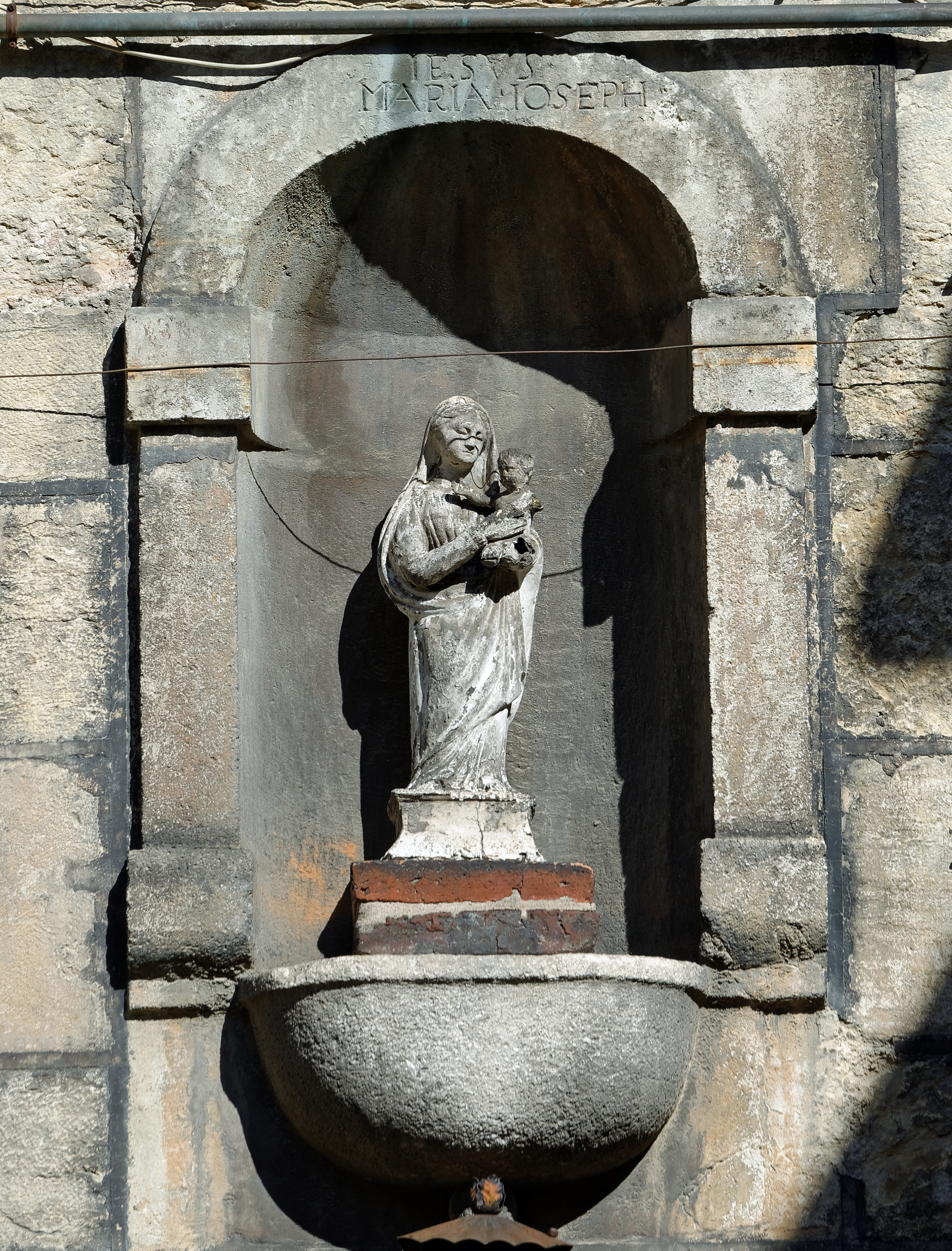
Statue dans la cour
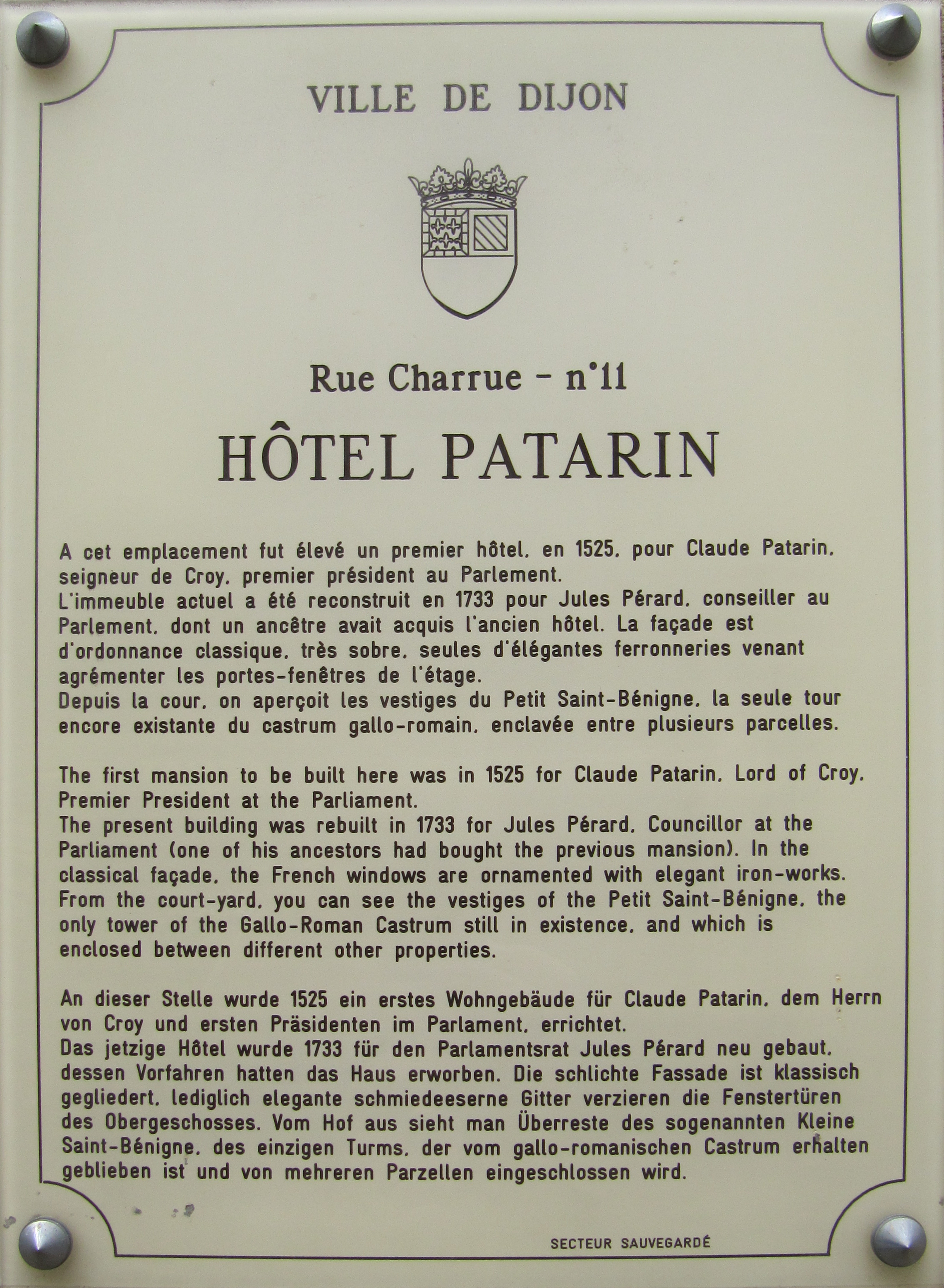
Plaque d'information trilingue (français, anglais et allemand)